# 锦鸡儿叉丝壳
锦鸡儿叉丝壳（学名：Microsphaera caraganae）是属于白粉菌目白粉菌科叉丝壳属的一种真菌，寄生在蝶形花科植物上。该种分布于中国、俄罗斯、罗马尼亚、德国等地。